# 李梦雯
李梦雯（1995年3月28日—），中国女子足球运动员，司职右后卫。

## 生平
李梦雯1995年3月28日出生于浙江省台州市仙居县，祖籍仙居县官路镇永狮村，少年时随父母在江苏生活。2006年被苏州体育运动学校足球教练王建军发现，从田径转项足球。2009年青训进入江苏女足。2013年代表江苏U18夺得2013年全运会冠军。同年10月，随队夺得2013年亚足联U-19女子锦标赛第三名。2014年参加U20女足世界杯。2018年代表中国国家女子足球队参加2018年亚洲运动会女子足球比赛，最终队伍获得一枚银牌。2021年入选2020年东京奥运会中国体育代表团女子足球项目运动员名单，并于9月随队获得2021年全运会足球女子成年组比赛金牌。2022年2月随队夺得2022年女足亚洲杯冠军。2022年3月被仙居野生动物保护协会聘任为首位仙居野生动物保护形象大使。2022年9月租借加盟巴黎圣日耳曼女足，租期一年。2022年9月21日，2022-23赛季女足欧冠资格赛第二轮首回合巴黎圣日耳曼女足主场二比一击败赫根女足的比赛中，在第73分钟替补出场，实现其个人的欧冠首秀。2023年9月2日转会至英格兰女子足球超级联赛布莱顿女子足球俱乐部。2024年9月13日租借至英格兰女子足球超级联赛西汉姆联女子足球俱乐部，租期为2024-25一个赛季，司职右后卫。2025年4月，在复活节期间英女超第19轮主场对阵曼联的比赛之后，李梦雯提前三轮结束在西汉姆联的征程，回中国加入江苏队备战中华人民共和国全国运动会资格赛。李梦雯离开西汉姆联队时，球队位居积分榜上12支英女超球队中的第7位，已然跻身英女超中游，西汉姆联距离最后一名降级区有11分的分差，基本完成了保级任务。2025年6月18日，李梦雯与布莱顿达成协议离队。2025年6月17日，李梦雯再次被征召进国家队，参加当年7月在韩国举行的东亚锦标赛。